# Brno-Řečkovice a Mokrá Hora
Brno-Řečkovice a Mokrá Hora je městská část na severním okraji statutárního města Brna. Je tvořena katastrálním územím čtvrtí Řečkovice a Mokrá Hora. Celková katastrální výměra činí 7,57 km². Samosprávná městská část vznikla 24. listopadu 1990. Žije zde přes 15 000 obyvatel.
Pro účely senátních voleb je území městské části Brno-Řečkovice a Mokrá Hora zařazeno do volebního obvodu číslo 60.

## Charakteristika městské části
Nadmořská výška městské části kolísá v rozmezí 226–398 m n. m. Ze dvou jejích součástí podstatně větší a jižněji položená čtvrť Řečkovice má městský charakter, zatímco mnohem menší a východně od železniční trati se rozkládající Mokrá Hora je spíše vesnicí. Nejdůležitější zdejší firmou byla od poloviny 20. století až do své likvidace v roce 2011 farmaceutická společnost Lachema, jejíž areál se nachází na východním okraji zástavby Řečkovic. Při východním okraji městské části se rozkládají rozsáhlé lesy.

## Historický přehled
První písemná zmínka o Řečkovicích pochází z roku 1277, kdy Přemysl Otakar II. daroval dvůr svatojánské kaple Špilberku. V roce 1422 byly Řečkovice husity vypáleny. Roku 1784 byla založena osada Mokrá Hora, která byla do 31. prosince 1952 součástí obce Jehnice. 16. dubna 1919 byly Řečkovice spolu s 22 dalšími obcemi připojeny k Brnu. 1. července 1960 byla k Brnu připojena i obec Mokrá Hora. Od roku 1990 existuje městská část Řečkovice a Mokrá Hora.

## Obyvatelstvo
| 1869  | 1880  | 1890  | 1900  | 1910  | 1921  | 1930  | 1950  | 1961  | 1970  | 1980   | 1991   | 2001   | 2011   | 2021   |
| ----- | ----- | ----- | ----- | ----- | ----- | ----- | ----- | ----- | ----- | ------ | ------ | ------ | ------ | ------ |
| 1 085 | 1 237 | 1 360 | 1 632 | 2 549 | 2 880 | 4 953 | 6 139 | 6 943 | 7 478 | 17 729 | 15 804 | 14 991 | 15 486 | 15 127 |